# 하랄 스카베니우스

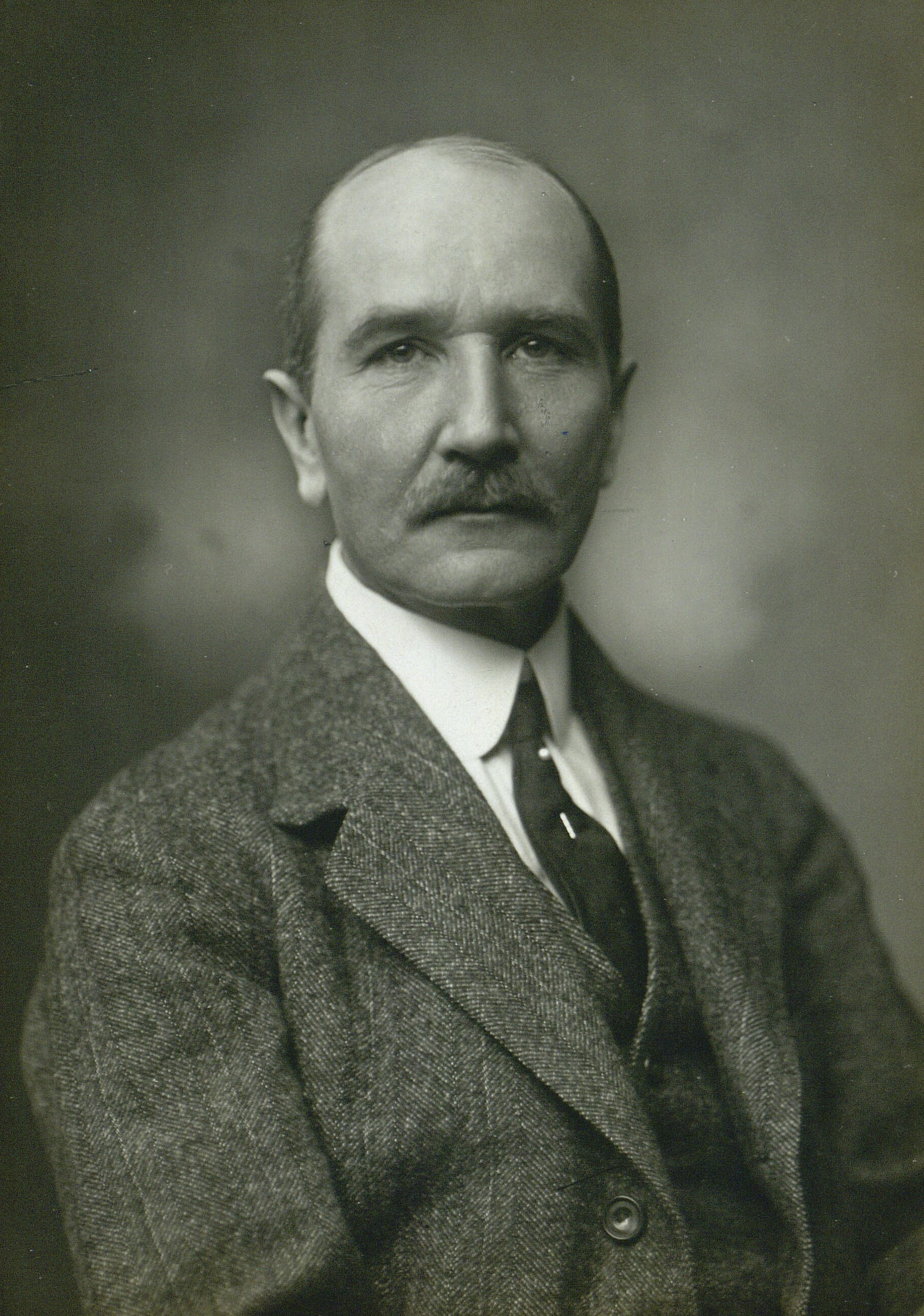

하랄 로게르 스카베니우스(덴마크어: Harald Roger Scavenius, 1873년 5월 27일 ~ 1939년 4월 24일)는 덴마크의 정치인, 외교관이다.
1920년 5월 5일부터 1922년 10월 9일까지 덴마크의 외무부 장관을 역임했다. 덴마크의 외무부 장관으로 임명되기 이전에는 러시아 주재 덴마크 대사를 역임했다.